# Молина, Антонио
Анто́нио Моли́на (исп. Antonio Molina; 8 марта 1928, Тоталан — 18 марта 1992, Мадрид) — испанский певец и актёр. Исполнитель коплы и фламенко. Основатель актёрской династии Молина. Четверо из его детей — Анхела, Мигель, Паула и Моника — также стали актёрами.
С детства проявлял интерес к музыке и пению. Получил известность благодаря своим выступлениям на радио. Кинокарьера Молины началась в 1953 году. Молина также много работал в театре и гастролировал с собственным шоу.

## Фильмография
- 1943: По ком звонит колокол / ¿Por quién doblan las campanas?
- 1951: El macetero
- 1954: El pescador de coplas
- 1955: Esa voz es una mina
- 1956: Malagueña
- 1957: La hija de Juan Simón
- 1957: Un hombre en la red
- 1958: El Cristo de los Faroles
- 1958: Café de Chinitas
- 1961: Puente de coplas
- 1975: Canciones de nuestra vida